# Großolbersdorf
Großolbersdorf – gmina w Niemczech, w kraju związkowym Saksonia, w okręgu administracyjnym Chemnitz, w powiecie Erzgebirgskreis.

## Współpraca
Miejscowość partnerska:
- Rainau, Badenia-Wirtembergia